# بانکسیا خارا
بانکسیای خارا (نام علمی: Banksia verticillata) نام یک گونه از سرده بانکسیا است.